# Camps-chinolinesynthese
De Camps-chinolinesynthese is een organische reactie, waarbij een o-acylaminoacetofenon met een hydroxide wordt omgezet tot een mengsel van twee hydroxychinolines (A en B).
De relatieve hoeveelheid van ieder isomeer is afhankelijk van de reactieomstandigheden en de specifieke structuur van de uitgangsstof. Hoewel de structuur meestal in de enolvorm wordt voorgesteld (door de aanwezigheid van aromaticiteit in de tweede ring), wordt aangenomen dat de ketovorm zowel in de vaste vorm als in de vloeibare vorm dominant is. Desgevolgend moet de structuur aangeduid worden als een chinolon.